# Liasan Utiașeva
Liasan Albertovna Utiașeva (rusă Ляйсан Альбертовна Утяшева, bașchiră Ләйсән Альберт ҡыҙы Үтәшева; n. 28 iunie 1985, Rayevsky⁠(d), RSFS Rusă, URSS) este o prezentatoare TV, vedetă și fostă gimnastă la gimnastică ritmică, de două ori finalistă la Campionatul de Gimnastică Ritmică Grand Prix, la individual compus. În prezent Utiașeva este o femeie de afaceri, fondatoare a proiectului on-line „Sila Voli”, unul dintre Ambasadorii de la Cupa Mondială FIFA 2018 și mamă a doi copii.

## Carieră

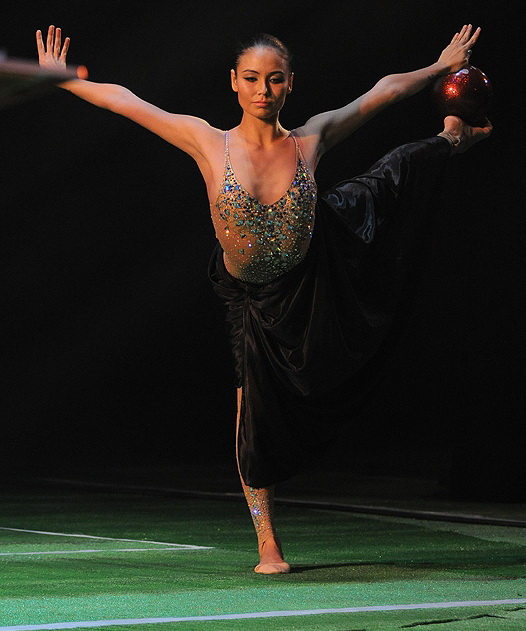
Utiașeva într-un spectacol de gală

Prima antrenoare a lui Utiașeva a fost Alla Ianina. Irina Viner a invitat-o atât pe Utiașeva cât și pe antrenoarea acesteia la Centrul Olimpic de la Moscova, dar doar Utiașeva a decis să se mute.
Succesul lui Utiașeva a venit în 2001, când s-a plasat pe locul al treilea la Campionatul Rus. A concurat la Cupa Mondială din 2001 de la Berlin și a câștigat medalia de aur la individual compus și individual la gimnastică ritmică în programul cu o pereche de măciuci, minge, coardă și cerc. În 2001, la World Games din Akita, Japonia, Utiașeva a câștigat patru medalii de argint, fiind următoarea după coechipiera Irina Ceacina în finalele pe aparate la coardă, cerc, minge și măciuci. Utiașeva a câștigat la individual compus medalia de argint la Finala Grand Prix din 2001 în Deventer și, de asemenea, a câștigat 2 medalii de aur în finală la aparatele măciuci și coardă. A fost membră a echipei ruse, care a câștigat medalia de aur în 2001 la Campionatele Mondiale de la Madrid, dar echipa a fost ulterior descalificată din cauza Alinei Kabaeva și Irinei Ceacina care au avut rezultate pozitive la testul de dopaj.
În septembrie 2002, Utiașeva s-a rănit la picior în timp ce a realizat o aterizare, la încălzire, în Samara, dar radiografia nu a prezentat nicio fractură, astfel a continuat să se antreneze și să participe la competiții în următoarele opt luni. În 2002, la Finala Grand Prix din Innsbruck, Utiașeva a simțit dureri la picioare după un exercițiu și s-a retras din concurs după exercițiul cu cercul. La o clinică de specialitate din Berlin, tomografia prin rezonanță magnetică a arătat că osul navicular, de la ambele picioare, a suferit numeroase fracturi. A recurs la o intervenție chirurgicală și s-a întors în lumea sportivă în 2004, dar fără posibilitatea de a mai efectua sărituri. Acest lucru a determinat-o să se retragă din competiții și și-a încheiat cariera sportivă în 2006.
Utiașeva a continuat să participe la gale de premiere și, de asemenea, a început să antreneze. A apărut în emisiunea lui Alexei Nemov în 2007, alături de alte personalități ale gimasticii ritmice printre care Iulia Barsukova. A făcut parte, de asemenea, din juriu Miss Rusia în 2012, 2014, 2016 și 2017.

## Viața personală
Liasan Utiașeva s-a născut dintr-o mamă de etnie bașchiră pe nume Zulfi Utiașeva și un tată de origine ruso-poloneză și tătar de Volga de etnie turcă, pe nume Albert Utiașev. S-a convertit la ortodoxie din islam. S-a căsătorit cu actorul de comedie rus Pavel Volea, cu care are un fiu, Robert, născut în Miami, Florida. A născut al doilea copil, o fiică, Sofia, în vara anului 2015.

## Informații muzicale pe aparat
| An   | Aparat   | Titlu muzical |
| ---- | -------- | --- |
| 2005 | Cerc     | Melodia Trisha / Carson City / Battle in the Boneyard din Con Air de Mark Mancina                                        |
| 2005 | Minge    | Full Moon and the Shrine de Keiko Matsui                                                                                 |
| 2005 | Măciuci  | Obicham Ludo de Malina                                                                                                   |
| 2005 | Coardă   | El Tango De Roxanne muzică din Moulin Rouge de Ewan Mcgregor, Jose Feliciano, Jacek Koman                                |
| 2004 | Cerc     | Melodia Trisha / Carson City / Battle in the Boneyard din Con Air de Mark Mancina                                        |
| 2004 | Minge    | Full Moon and the Shrine de Keiko Matsui                                                                                 |
| 2004 | Măciuci  | Oh Yeah de Yello |
| 2004 | Panglică | Melodia Summertime din Porgy and Bess de George Gershwin                                                                 |
| 2002 | Cerc     | Muzică țigănească din Don Quixote de Leon Minkus                                                                         |
| 2002 | Minge    | Fur Elise de Ludwig von Beethoven                                                                                        |
| 2002 | Măciuci  | A Gusta / Journey to Shambala / Hindi Sad Diamonds de Safri Duo / Oliver Shanti / Nicole Kidman, John Leguizamo, Alka Ya |
| 2002 | Coardă   | Straight to Number One / Big Beat / Tango in Harlem de Touch and Go                                                      |
| 2001 | Cerc     | Nirbandh de Eastern Voices                                                                                               |
| 2001 | Minge    | Act II: Un bel di vedremo (Butterfly) din Madama Butterfly de Giacomo Puccini                                            |
| 2001 | Măciuci  | Kismet de Bond |
| 2001 | Coardă   | Keys to Imagination de Yanni                                                                                             |
| 2000 | Cerc     | It Ain't Necessarily So / I've Got Rhythm de George Gershwin / Benjamin Goodman                                          |
| 2000 | Minge    | Norwegian Mountains / Reflection / The Heat de Oystein Sevag / Peter Gabriel                                             |
| 2000 | Coardă   | Fantasia de Asturias de Isaac Manuel Francisco Albeniz                                                                   |
| 2000 | Panglică | Keys to Imagination de Yanni                                                                                             |